# 23歳
『23歳』（にじゅうさんさい）は、2020年11月25日にアップフロントワークス（zetimaレーベル）から発売されたKAN17作目のオリジナル・アルバム。KANの遺作である。

## 概要
CD+DVDの2枚組となっており、DVDに本作のレコーディング・ドキュメンタリーを収録。
新作は『6×9=53』以来、約5年ぶりとなる。CD発売と同時にダウンロードも開始された。
アルバムのコンセプトは「10曲10ジャンルのノン・フェイドアウト・アルバム」。
『エキストラ』は、リリック・ビデオが制作されており、KANの公式YouTubeチャンネルで公開されている。

## 収録曲

### CD
| 全作詞・作曲: KAN（except:5,7）、全編曲: KAN（except:5）。 |                                            |                   |                   |      |
| #                                                          | タイトル                                   | 作詞              | 作曲・編曲        | 時間 |
| 1.                                                         | 「る～る～る～」                           | KAN（except:5,7） | KAN（except:5,7） | 2:57 |
| 2.                                                         | 「23歳」                                   | KAN（except:5,7） | KAN（except:5,7） | 4:57 |
| 3.                                                         | 「ふたり」                                 | KAN（except:5,7） | KAN（except:5,7） | 3:06 |
| 4.                                                         | 「君のマスクをはずしたい」                 | KAN（except:5,7） | KAN（except:5,7） | 3:38 |
| 5.                                                         | 「キセキ」(作詞・作曲・編曲: KAN+)         | KAN（except:5,7） | KAN（except:5,7） | 5:24 |
| 6.                                                         | 「メモトキレナガール」                     | KAN（except:5,7） | KAN（except:5,7） | 3:34 |
| 7.                                                         | 「コタツ」(作詞・作曲: ヨースケ@HOME・KAN) | KAN（except:5,7） | KAN（except:5,7） | 5:45 |
| 8.                                                         | 「ほっぺたにオリオン」                     | KAN（except:5,7） | KAN（except:5,7） | 2:40 |
| 9.                                                         | 「ポップミュージック」                     | KAN（except:5,7） | KAN（except:5,7） | 4:53 |
| 10.                                                        | 「エキストラ」                             | KAN（except:5,7） | KAN（except:5,7） | 5:01 |
| 合計時間:                                                  | 合計時間:                                  | 41:55             |                   |      |

### DVD
Recording Documentary『58歳』
| #         | タイトル                   | 作詞  | 作曲・編曲 | 時間 |
| --------- | -------------------------- | ----- | ---------- | ---- |
| 1.        | 「る～る～る～」           |       |            | 7:38 |
| 2.        | 「ポップミュージック」     |       |            | 7:28 |
| 3.        | 「ほっぺたにオリオン」     |       |            | 3:53 |
| 4.        | 「ふたり」                 |       |            | 6:36 |
| 5.        | 「コタツ」(KAN+)           |       |            | 6:26 |
| 6.        | 「キセキ」                 |       |            | 8:21 |
| 7.        | 「メモトキレナガール」     |       |            | 6:09 |
| 8.        | 「君のマスクをはずしたい」 |       |            | 7:33 |
| 9.        | 「23歳」                   |       |            | 6:22 |
| 10.       | 「エキストラ」             |       |            | 5:16 |
| 合計時間: | 合計時間:                  | 65:42 |            |      |

## カバー
エキストラ
- 譜久村聖（2021年6月21日、配信限定シングル「エキストラ」 / 2025年4月23日、1stメジャーシングル「ロングラブレター/アニバーサリーはいらない」初回生産限定盤SPアディショナルトラック）